# Тсуссі 6
Тсуссі 6 (англ. Tsussie 6) — індіанська резервація в Канаді, у провінції Британська Колумбія, у межах регіонального округу Каувічен-Велі.

## Населення
За даними перепису 2016 року, індіанська резервація нараховувала 103 особи, показавши зростання на 17,0%, порівняно з 2011-м роком. Середня густина населення становила 816,8 осіб/км².
З офіційних мов обидвома одночасно не володів жоден з жителів, тільки англійською — 100. Усього 5 осіб вважали рідною мовою не одну з офіційних.
Працездатне населення становило 40% усього населення, рівень безробіття — 33,3%.

## Клімат
Середня річна температура становить 10°C, середня максимальна – 20,4°C, а середня мінімальна – -1,3°C. Середня річна кількість опадів – 1 150 мм.
| Клімат поселення                              | Клімат поселення | Клімат поселення | Клімат поселення | Клімат поселення | Клімат поселення | Клімат поселення | Клімат поселення | Клімат поселення | Клімат поселення | Клімат поселення | Клімат поселення | Клімат поселення | Клімат поселення |
| Показник                                      | Січ.             | Лют.             | Бер.             | Квіт.            | Трав.            | Черв.            | Лип.             | Серп.            | Вер.             | Жовт.            | Лист.            | Груд.            |                  |
| Середній максимум, °C                         | 8,58             | 9,47             | 11,47            | 13,83            | 17,02            | 19,74            | 20,16            | 20,44            | 17,62            | 13,18            | 9,30             | 6,78             |                  |
| Середня температура, °C                       | 3,64             | 4,53             | 6,51             | 8,87             | 12,06            | 14,81            | 17,16            | 17,45            | 14,62            | 10,19            | 6,31             | 3,77             |                  |
| Середній мінімум, °C                          | −1,3             | −0,42            | 1,59             | 3,92             | 7,11             | 9,87             | 14,18            | 14,44            | 11,62            | 7,19             | 3,31             | 0,79             |                  |
| Норма опадів, мм                              | 198              | 116              | 110              | 66               | 49               | 39               | 24               | 30               | 34               | 109              | 188              | 187              |                  |
| Середньомісячна швидкість вітру, м/с          | 3.58             | 3.45             | 3.58             | 3.48             | 3.40             | 3.40             | 3.28             | 2.98             | 2.69             | 2.96             | 3.58             | 3.68             |                  |
| Середньомісячна сонячна радіація, кДж/м²·день | 3113             | 5920             | 9907             | 14842            | 18674            | 20018            | 21223            | 18192            | 13166            | 7126             | 3588             | 2499             |                  |
| --------------------------------------------- | ---------------- | ---------------- | ---------------- | ---------------- | ---------------- | ---------------- | ---------------- | ---------------- | ---------------- | ---------------- | ---------------- | ---------------- | ---------------- |
| Джерело:                                      |                  |                  |                  |                  |                  |                  |                  |                  |                  |                  |                  |                  |                  |